# Schütze dieses Haus (Film)
Schütze dieses Haus (Originaltitel Bless this house) ist kein regulärer Film aus der Carry-On-Filmreihe, hat jedoch die meisten charakteristischen Merkmale der Reihe. Es gibt zudem eine gleichnamige Fernsehserie, auf der der Kinofilm basiert.

## Handlung
Sid Abbot ist ein geplagter Familienvater. Nicht genug mit dem Job und den normalen Eheproblemen, die er mit seiner Frau durchzustehen hat. Nicht genug mit seinem arbeitsscheuen Sohn Mike, der lieber an Mädchen und ans Protestieren denkt, und mit seiner pubertierenden Tochter Sally, die in geistig anderen Sphären schwebt. Nicht genug mit den Nachbarn Trevor und Betty Lewis und dem Versuch in der Gartenlaube schwarz Whisky zu brennen. Nun ziehen auch noch neue Nachbarn ein. Und das Ehepaar Baines ist in seine Arroganz besonders nervend. Ein Kleinkrieg bricht aus, der durch allerlei Nebenhandlungen auch noch verstärkt wird und in einem großen Finale endet.

## Bemerkungen
Dieser Film basiert auf der bereits ein Jahr ausgestrahlten Fernsehserie mit dem gleichen Namen. Ein Großteil von Cast und Crew der Carry-On-Filme sind hier vor und hinter der Kamera beschäftigt. Gerald Thomas führte die Regie, Peter Rogers produzierte den Film, Eric Rogers schrieb die Musik, Alan Hume war der Kameramann, den Schnitt besorgte Alfred Roome. Auch die Bauten, Kostüme, das Make-Up, die Produktionsleitung und der Ton wurde von der üblichen Crew beigesteuert.
Auch ein Großteil der Hauptdarsteller gehört zu den Stammdarstellern der Carry-On-Reihe oder spielte zumindest in mehreren der Filme in größeren Rollen mit: Sidney James, Sally Geeson, Peter Butterworth, Terry Scott, June Whitfield, Patsy Rowlands, Bill Maynard, Marianne Stone und Julian Orchard. Sohn Mike Abbot wird hier, anders als in der Serie, nicht von Robin Stewart, sondern von Robin Askwith, Nachbar Trevor Lewis wird nicht von Anthony Jackson, sondern von Terry Scott gespielt.